# Super Bowl XXXV

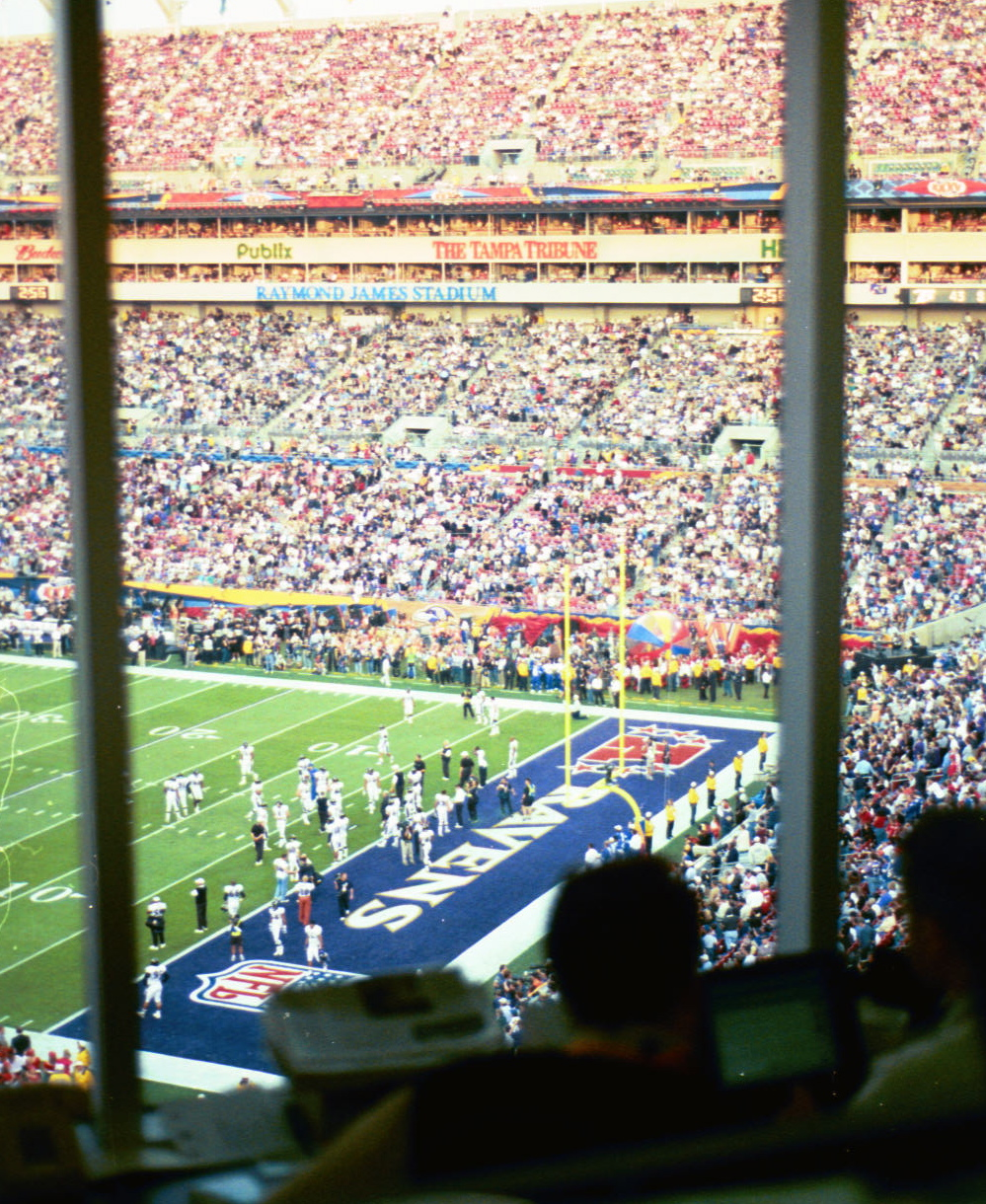
Endzone tijdens de Super Bowl XXXV

Super Bowl XXXV was de 35e editie van de Super Bowl, een Americanfootballwedstrijd tussen de kampioenen van de National Football Conference en de American Football Conference waarin bepaald werd wie de kampioen werd van de National Football League voor het seizoen van 2000. De wedstrijd werd gespeeld op 28 januari 2001 in het Raymond James Stadium in Tampa, Florida. De Baltimore Ravens wonnen de wedstrijd met 34–7 van de New York Giants.

## Play-offs
Play-offs gespeeld na het reguliere seizoen.
| Geplaatste teams | Geplaatste teams                    | Geplaatste teams                     |
| Plaats           | AFC                                 | NFC                                  |
| ---------------- | ----------------------------------- | ------------------------------------ |
| 1                | Tennessee Titans (Centraal-winnaar) | New York Giants (Oost-winnaar)       |
| 2                | Oakland Raiders (West-winnaar)      | Minnesota Vikings (Centraal-winnaar) |
| 3                | Miami Dolphins (Oost-winnaar)       | New Orleans Saints (West-winnaar)    |
| 4                | Baltimore Ravens                    | Philadelphia Eagles                  |
| 5                | Denver Broncos                      | Tampa Bay Buccaneers                 |
| 6                | Indianapolis Colts                  | St. Louis Rams                       |

|  | Wildcard Play-offs          | Wildcard Play-offs          |                                      |                                      | Divisional Play-offs   | Divisional Play-offs   |                                |                                | NFC & AFC Championships | NFC & AFC Championships |  |  | Super Bowl XXXV | Super Bowl XXXV |
|  |                             |                             |                                      |                                      |                        |                        |                                |                                |                         |                         |  |  |                 |                 |
|  | Veterans Stadium, 31 dec    | Veterans Stadium, 31 dec    |                                      |                                      | Giants Stadium, 7 jan. | Giants Stadium, 7 jan. |                                |                                |                         |                         |  |  |                 |                 |
|  | Veterans Stadium, 31 dec    | Veterans Stadium, 31 dec    | Giants Stadium, 14 jan.              |                                      | Giants Stadium, 7 jan. | Giants Stadium, 7 jan. |                                |                                |                         |                         |  |  |                 |                 |
|  | Veterans Stadium, 31 dec    | Veterans Stadium, 31 dec    | New York Giants                      | 20                                   |                        |                        |                                |                                |                         |                         |  |  |                 |                 |
|  | Philadelphia Eagles         | 21                          | New York Giants                      | 20                                   |                        |                        |                                |                                |                         |                         |  |  |                 |                 |
|  | Philadelphia Eagles         | 21                          |                                      | Philadelphia Eagles                  | 10                     |                        |                                |                                |                         |                         |  |  |                 |                 |
|  | Tampa Bay Buccaneers        | 3                           |                                      | Philadelphia Eagles                  | 10                     | New York Giants        | 41                             |                                |                         |                         |  |  |                 |                 |
|  | Tampa Bay Buccaneers        | 3                           | Hubert H. Humphrey Metrodome, 6 jan. |                                      |                        | New York Giants        | 41                             |                                |                         |                         |  |  |                 |                 |
|  | Louisiana Superdome, 30 dec | Louisiana Superdome, 30 dec |                                      | Minnesota Vikings                    | 0                      |                        | Raymond James Stadium, 28 jan. | Raymond James Stadium, 28 jan. |                         |                         |  |  |                 |                 |
|  | Louisiana Superdome, 30 dec | Louisiana Superdome, 30 dec | Minnesota Vikings                    | Minnesota Vikings                    | 0                      | 34                     | Raymond James Stadium, 28 jan. | Raymond James Stadium, 28 jan. |                         |                         |  |  |                 |                 |
|  | New Orleans Saints          | 31                          | Minnesota Vikings                    |                                      |                        | 34                     | Raymond James Stadium, 28 jan. | Raymond James Stadium, 28 jan. |                         |                         |  |  |                 |                 |
|  | New Orleans Saints          | 31                          |                                      | New Orleans Saints                   | 16                     |                        | Raymond James Stadium, 28 jan. | Raymond James Stadium, 28 jan. |                         |                         |  |  |                 |                 |
|  | St. Louis Rams              | 28                          |                                      | New Orleans Saints                   | 16                     | New York Giants        | 7                              |                                |                         |                         |  |  |                 |                 |
|  | St. Louis Rams              | 28                          | Network Associates Coliseum, 6 jan.  |                                      |                        | New York Giants        | 7                              |                                |                         |                         |  |  |                 |                 |
|  | Pro Player Stadium, 30 dec  | Pro Player Stadium, 30 dec  | Network Associates Coliseum, 14 jan. | Network Associates Coliseum, 14 jan. |                        | Baltimore Ravens       | 34                             |                                |                         |                         |  |  |                 |                 |
|  | Pro Player Stadium, 30 dec  | Pro Player Stadium, 30 dec  | Network Associates Coliseum, 14 jan. | Network Associates Coliseum, 14 jan. | Oakland Raiders        | Baltimore Ravens       | 34                             | 27                             |                         |                         |  |  |                 |                 |
|  | Miami Dolphins              | 23*                         | Network Associates Coliseum, 14 jan. | Network Associates Coliseum, 14 jan. | Oakland Raiders        |                        |                                | 27                             |                         |                         |  |  |                 |                 |
|  | Miami Dolphins              | 23*                         | Network Associates Coliseum, 14 jan. | Network Associates Coliseum, 14 jan. |                        | Miami Dolphins         | 0                              |                                |                         |                         |  |  |                 |                 |
|  | Indianapolis Colts          | 17                          |                                      | Oakland Raiders                      | 3                      | Miami Dolphins         | 0                              |                                |                         |                         |  |  |                 |                 |
|  | Indianapolis Colts          | 17                          | Adelphia Coliseum, 7 jan.            | Oakland Raiders                      | 3                      |                        |                                |                                |                         |                         |  |  |                 |                 |
|  | PSINet Stadium, 31 dec      | PSINet Stadium, 31 dec      |                                      | Baltimore Ravens                     | 16                     |                        |                                |                                |                         |                         |  |  |                 |                 |
|  | PSINet Stadium, 31 dec      | PSINet Stadium, 31 dec      | Tennessee Titans                     | Baltimore Ravens                     | 16                     | 10                     |                                |                                |                         |                         |  |  |                 |                 |
|  | Baltimore Ravens            | 21                          | Tennessee Titans                     |                                      |                        | 10                     |                                |                                |                         |                         |  |  |                 |                 |
|  | Baltimore Ravens            | 21                          |                                      | Baltimore Ravens                     | 24                     |                        |                                |                                |                         |                         |  |  |                 |                 |
|  | Denver Broncos              | 3                           |                                      | Baltimore Ravens                     | 24                     |                        |                                |                                |                         |                         |  |  |                 |                 |
|  | Denver Broncos              | 3                           |                                      |                                      |                        |                        |                                |                                |                         |                         |  |  |                 |                 |

* Na verlenging.